# Явти-Великі
Явти-Великі (пол. Jawty Wielkie, нім. Groß Jauth) — село в Польщі, у гміні Суш Ілавського повіту Вармінсько-Мазурського воєводства.
Населення — 384 особи (2011).
У 1975-1998 роках село належало до Ельблонзького воєводства.

## Демографія
Демографічна структура станом на 31 березня 2011 року:
|          | Загалом | Допрацездатний вік | Працездатний вік | Постпрацездатний вік |
| -------- | ------- | ------------------ | ---------------- | -------------------- |
| Чоловіки | 184     | 47                 | 125              | 12                   |
| Жінки    | 200     | 60                 | 113              | 27                   |
| Разом    | 384     | 107                | 238              | 39                   |